# Wydział Inżynierii Metali i Informatyki Przemysłowej Akademii Górniczo-Hutniczej w Krakowie
Wydział Inżynierii Metali i Informatyki Przemysłowej Akademii Górniczo-Hutniczej im. Stanisława Staszica w Krakowie – jeden z 18 wydziałów Akademii Górniczo-Hutniczej im. Stanisława Staszica w Krakowie. Jego siedziba znajduje się przy ul. Czarnowiejskiej 66 w Krakowie. Powstał 21 maja 1922 r.

## Struktura[1]
- Katedra Informatyki Stosowanej i Modelowania
- Katedra Inżynierii Powierzchni i Analiz Materiałów
- Katedra Metaloznawstwa i Metalurgii Proszków
- Katedra Plastycznej Przeróbki Metali i Metalurgii Ekstrakcyjnej
- Katedra Techniki Cieplnej i Ochrony Środowiska

## Kierunki studiów[2]
- Edukacja Techniczno-Informatyczna
- Informatyka Techniczna
- Inżynieria Metali
- Inżynieria Obliczeniowa
- Inżynieria Procesów Przemysłowych

## Władze[3]
Dziekan: Prof. dr hab. inż. Agnieszka Kopia

Prodziekan ds. Nauki i Współpracy: dr hab. inż. Łukasz Rauch, prof. AGH

Prodziekan ds. Kształcenia i Studenckich: dr inż. Grzegorz Michta

Prodziekan ds. Kształcenia: dr hab. inż. Tomasz Kozieł, prof. AGH